# Carta europea de les llengües regionals o minoritàries

Estats fundadors del Consell d'Europa
Membres posteriors
Antics membres del Consell d'Europa

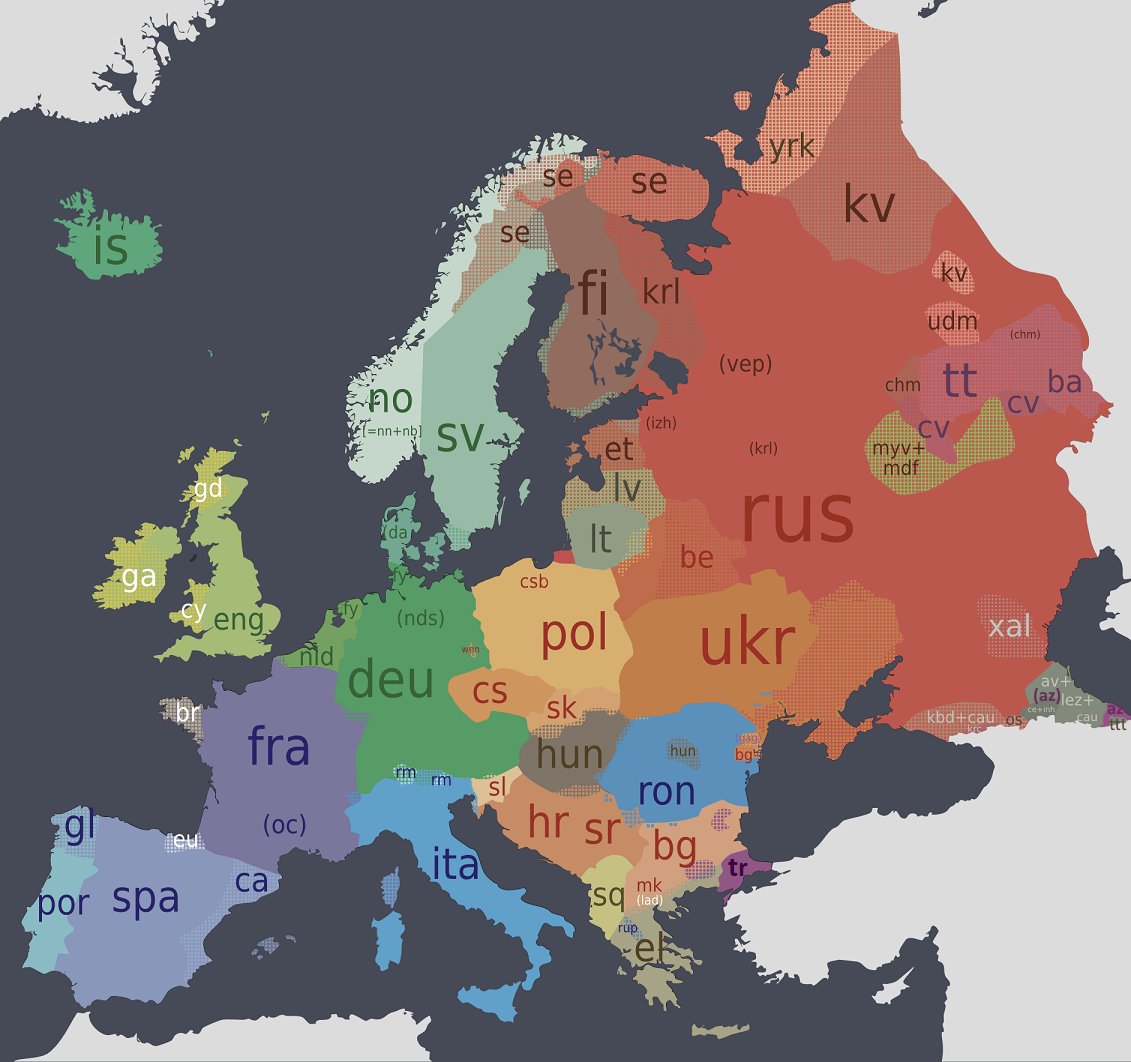
Distribució aproximada de les llengües parlades actualment a Europa.

La Carta europea de les llengües regionals o minoritàries és un tractat europeu (STCE núm. 148) adoptat a Estrasburg el 5 de novembre de 1992 sota els auspicis del Consell d'Europa per tal de promoure les llengües regionals i minoritàries d'Europa.
El tractat fa referència només a les llengües emprades tradicionalment per ciutadans dels estats membres (excloent així les llengües utilitzades per immigrants procedents d'altres estats), les quals difereixen significativament de la llengua majoritària o oficial de l'estat (excloent així el que l'estat membre vol considerar com a simple dialecte de la llengua oficial o majoritària). Les llengües objectes del tractat poden tenir tant una base territorial (és a dir, són parlades per poblacions de regions o àrees dins de l'estat) o bé són utilitzades per minories lingüístiques dins l'estat sencer (incloent així llengües com el jiddisch i el romaní, que s'utilitzen en àmplies àrees geogràfiques).
Es calcula que al voltant de 40 milions de ciutadans de la Unió utilitzen regularment una llengua regional o minoritària històrica. Segons informes de la UNESCO hi ha més de 30 llengües europees amenaçades, pel que encara que s'utilitza el terme de llengua minoritària sol ser un eufemisme de llengua minoritzada, que no són sinònims. Els Estats escullen les llengües amb les quals es comprometen i el grau a aplicar amb un mínim de trenta-cinc paràgrafs o apartats escollits.
Considerant que de manera indirecta la constitució de Bèlgica les estableix en descriure tres regions lingüístiques, hi ha setze estats europeus que a les seves constitucions no fan referència a la seva llengua, aquests són Alemanya, Bòsnia i Hercegovina, Dinamarca, Grècia, Hongria, Itàlia, Luxemburg, Islàndia, Noruega, Vaticà, San Marino, República Txeca, Països Baixos i Regne Unit. Encara que en algun d'ells sí que s'inclouen disposicions de rellevància respecte de les llengües com a Luxemburg i País de Gal·les del Regne Unit. En la majoria de facto resulta oficial en tot el territori de diversos estats: Alemanya (alemany), Dinamarca (danès), Grècia (grec), Hongria (hongarès), Itàlia (italià), Islàndia (islandès), Vaticà (italià) (observador en el Consell d'Europa), San Marino (italià), República Txeca (txec), Països Baixos (neerlandès), Regne Unit, (anglès) i Suècia (suec).

## Característiques de la normativa

### Preàmbul
Estableix que la protecció de les llengües regionals o minoritàries històriques d'Europa, que en algun cas corren el risc de desaparèixer, contribueix al manteniment i al desenvolupament de les tradicions i la riquesa culturals del continent. A més, la possibilitat d'utilitzar aquestes llengües tant en la vida privada com en la pública constitueix un dret imprescriptible.
També subratlla que la protecció i el foment d'aquests idiomes dins del valor intercultural i del plurilingüisme no haurien de fer-se en detriment de les llengües oficials i de la necessitat d'aprendre-les.

### Definició
S'estableix que les llengües a les quals es fa referència són les emprades tradicionalment en un territori d'un Estat per un nombre inferior a la resta de la població d'aquest Estat. Són diferent a les llengües oficials de l'Estat, no incloent als seus dialectes, ni les llengües dels immigrants.
El "territori en què es parla una llengua regional o minoritària" és l'àrea geogràfica en la qual aquesta llengua és la manera d'expressió d'un nombre de persones que justifica l'adopció de les diferents mesures de protecció i foment previstes en la present Carta.
En canvi les "llengües sense territori" són les emprades en tot el territori de l'Estat per percentatges minoritaris de persones i que, per tant, no es poden circumscriure a una àrea geogràfica concreta d'aquest.

### Objectius i principis
Estan descrits en l'article 7. Tot Estat pot formular una o diverses reserves als paràgrafs 2 a 5 d'aquest article 7, no admetent-se cap altra reserva (article 21).
1. Als territoris en els quals es parlin aquestes llengües i segons la situació de cadascuna d'elles, les Parts basaran la seva política, la seva legislació i la seva pràctica a:
| « | a) el reconeixement de les llengües regionals o minoritàries com a expressió de la riquesa cultural; b) el respecte de l'àrea geogràfica de cada llengua regional o minoritària, actuant de tal sort que les divisions administratives ja existents o noves no siguin un obstacle per al foment d'aquesta llengua regional o minoritària; c) la necessitat d'una acció resolta de foment de les llengües regionals o minoritàries, amb la finalitat de salvaguardar-les; d) la facilitació i/o el foment de l'ocupació oral i escrit de les llengües regionals o minoritàries en la vida pública i en la vida privada; e) el manteniment i el desenvolupament de relacions, en els àmbits que abasta la present Carta, entre els grups que emprin una llengua regional o minoritària i altres grups del mateix Estat que parlin una llengua utilitzada de manera idèntica o semblant, així com l'establiment de relacions culturals amb altres grups de l'Estat que utilitzin llengües diferents; f) la provisió de formes i mitjans adequats per a l'ensenyament i l'estudi de les llengües regionals o minoritàries en tots els nivells apropiats; g) la provisió de mitjans que permetin aprendre una llengua regional o minoritària als no parlants que resideixin a l'àrea en què s'empra aquesta llengua, si així ho desitgen; h) la promoció d'estudis i investigació sobre les llengües regionals o minoritàries a les universitats o centres equivalents; i) la promoció de formes apropiades d'intercanvis transnacionals, en els àmbits coberts per la present Carta, per a les llengües regionals o minoritàries utilitzades de manera idèntica o semblant en dos o més Estats. | » |

2. Les Parts es comprometen a eliminar tota restricció o dificultat pel que fa a la utilització d'una llengua regional o minoritària que desencoratgi o posi en perill el manteniment o el desenvolupament d'aquesta.
3. Les Parts es comprometen a fomentar la comprensió mútua entre tots els grups lingüístics del país, buscant la tolerància cap a les llengües regionals o minoritàries.
4. Han de tenir-se en consideració les necessitats i els desitjos expressats pels grups que emprin aquestes llengües. Si és necessari creant òrgans encarregats d'assessorar a les autoritats sobre aquestes llengües.
5. El mateix és aplicable a les llengües sense territori. No obstant això, les mesures es determinaran de manera flexible, segons les necessitats i els desitjos, i respectant les tradicions i característiques dels grups que parlen les llengües que es tracti.

### Desglossament dels articles
En els diferents articles es descriuen els àmbits d'actuació de les Parts:
- Ensenyament (article 8).
- Justícia (article 9).
- Autoritats administratives i serveis públics (article 10).
- Mitjans de comunicació (article 11).
- Activitats i serveis culturals (article 12).
- Vida econòmica i social (article 13).
- Intercanvis transfronterers (article 14).

### Aplicació d'aquesta Carta
En l'apartat IV es detalla que les Parts lliuressin informes al secretari general del Consell d'Europa de la política seguida sobre aquest tema que es farà de forma triennal i que es faran públics. Aquests seran examinats per un Comitè d'experts (format per un membre per cada Part, designat pel Comitè de Ministres entre una llista de persones de la major integritat i de reconeguda competència, nomenats per 6 anys) que prepararà un informe per al Comitè de Ministres. Aquest informe anirà acompanyat de les observacions que s'hagi convidat a fer a les Parts i el Comitè de Ministres ho podrà fer públic.
El secretari general del Consell d'Europa farà un informe biennal detallat a l'Assemblea Parlamentària, sobre l'aplicació de la Carta.

## Estats signants
Es descriuen les llengües amb què es comprometen, però cadascuna en diferents graus que no es descriuen. En el quadre de la dreta les llengües autòctones que no consten que es protegeixin. Encara que aquesta Carta busca la protecció de les llengües europees, la jurisdicció dels Estats europeus s'aplica a uns altres idiomes minoritzats en altres continents. Països signants: 31 de 47. Països que l'han ratificada: 24 de 47.
| Albània              | -          | -          | -         | | grec, macedoni i romaní |
| Alemanya             | 5-11-1992  | 16-9-1998  | 1-1-1999  | Danès (Schleswig-Holstein), alt sòrab (Saxònia), baix sòrab (Brandenburg), frisó (Schleswig-Holstein i Baixa Saxònia), baix alemany (Bremen, Hamburg, Mecklemburg-Pomerània Occidental, Baixa Saxònia i Schleswig-Holstein) i romaní.                                                                                                   | luxemburguès |
| Andorra              | -          | -          | -         | | |
| Armènia              | 11-5-2001  | 25-1-2002  | 1-5-2002  | Assiri, yezidi, grec, rus i kurd | |
| Àustria              | 5-11-1992  | 28-6-2001  | 1-10-2001 | Croat (Burgenland), eslovè (Caríntia, Estíria), hongarès (Burgenland i Viena), txec (Viena), eslovac (Viena), romaní (Burgenland) | |
| Azerbaidjan          | -          | -          | -         | | |
| Bèlgica              | -          | -          | -         | | luxemburguès |
| Bòsnia i Hercegovina | 7-9-2005   | -          | -         | | macedoni i romaní |
| Bulgària             | -          | -          | -         | | turc i romaní |
| Croàcia              | 5-11-1997  | 5-11-1997  | 1-3-1998  | italià, serbi, hongarès, txec, eslovac, rutè i ucraïnès. | Romaní, eslovè i romanès |
| Txèquia              | 9-11-2000  | 15-11-2006 | 1-3-2007  | polonès (Moràvia-Silèsia) i eslovac. | Romaní |
| Xipre                | 12-11-1992 | 26-8-2002  | 1-12-2002 | armeni. | |
| Dinamarca            | 5-11-1992  | 8-9-2000   | 1-1-2001  | Alemany (Jutlàndia). No és aplicable ni al feroès (Illes Fèroe) ni al groenlandès (Groenlàndia) que ja tenen un alt grau de protecció. | |
| Eslovàquia           | 20-2-2001  | 5-9-2001   | 1-1-2002  | búlgar, croat, txec, alemany, hongarès, polonès, romaní, rutè i ucraïnès. | |
| Eslovènia            | 3-7-1997   | 4-10-2000  | 1-1-2001  | Romaní, italià i hongarès. | |
| Espanya              | 5-11-1992  | 9-4-2001   | 1-8-2001  | Les reconegudes com a oficials als estatuts d'autonomia i les altres protegides i emparades pels estatuts: català (Catalunya, País Valencià, Illes Balears i Aragó), basc (País Basc i part bascòfona de Navarra), gallec (Galícia i Castella i Lleó), occità (Catalunya), asturlleonès (Astúries i Castella i Lleó), aragonès (Aragó). | amazic (Ceuta i Melilla), asturlleonès (Cantàbria), murcià (Regió de Múrcia) i extremeny (Extremadura). |
| Estònia              | -          | -          | -         | | rus i romaní |
| Finlàndia            | 5-11-1992  | 9-11-1994  | 1-3-1998  | Sami, suec, romaní i altres llengües sense territori. | Carelià (Carèlia) |
| França               | 7-5-1999   |            | -         | Indicarà les llengües en les que s'apliqui. | alemany, bretó, català, cors, euskera, francoprovençal, luxemburguès, occità i romaní. Fora del continent, entre altres llengües indígenes: warao (Guaiana Francesa), llengües carib (Saint Martin), shimaore (Mayotte), tàmil (Illa de la Reunió) |
| Geòrgia              | -          | -          | -         | | arameu, armeni i àzeri |
| Grècia               | -          | -          | -         | | romaní, turc, gagaús |
| Hongria              | 5-11-1992  | 26-4-1995  | 1-3-1998  | croat, alemany, romanès, serbi, eslovac i eslovè. | Romaní |
| Irlanda              | -          | -          | -         | | |
| Islàndia             | 7-5-1999   | -          | -         | | |
| Itàlia               | 27-6-2000  | -          | -         | | Romaní. Protegeix altres llengües minoritàries, encara que no ha ratificat la Carta. |
| Letònia              | -          | -          | -         | | livonià, rus i romaní |
| Liechtenstein        | 5-11-1992  | 18-11-1997 | 1-3-1998  | Declara que no hi ha llengües minoritàries. | |
| Lituània             | -          | -          | -         | | livonià, rus, polonès i romaní |
| Luxemburg            | 5-11-1992  | 22-6-2005  | 1/10/2005 | | |
| Malta                | 5-11-1992  | -          | -         | | |
| Macau                | 25-7-1996  | -          | -         | | Romaní |
| Moldàvia             | -          | -          | -         | | Romaní |
| Mònaco               | -          | -          | -         | | Occità, italià |
| Montenegro           | 22-3-2005  | 15-2-2006  | 6-6-2006  | albanès i romaní. | |
| Noruega              | 5-11-1992  | 10-11-1993 | 1-3-1998  | Sami. | Romaní |
| Països Baixos        | 5-11-1992  | 2-5-2996   | 1-3-1998  | Frisó (Frísia Occidental), baix saxó, romaní i ídix. | |
| Polònia              | 12-5-2003  | -          | 1-6-2009  | | caixubi, romaní |
| Portugal             | 7-9-2021   | -          | -         | | Romaní. Encara que no ha ratificat la carta reconeix de forma oficial el mirandès (Asturlleonès) |
| Regne Unit           | 2-3-2000   | 27-3-2001  | 1-7-2001  | còrnic (Cornualla, Anglaterra), Gal·lès (Gal·les), gaèlic escocès (Escòcia), irlandès (Irlanda del Nord) i scots (Escòcia i Irlanda del Nord). | castellà (Gibraltar) i romaní |
| Romania              | 17-7-1995  | 29-1-2008  | 1-5-2008  | albanès, armeni, búlgar, txec, croat, alemany, grec, italià, ídix, macedoni, hongarès, polonès, romaní, rus, rutè, serbi, eslovac, tàtar, turc i ucraïnès. | |
| Rússia               | 10-5-2001  | -          | -         | | arameu, romaní, ucraïnès, belarús, armeni, alemany, kazakh, sami |
| San Marino           | -          | -          | -         | | |
| Sèrbia               | 22-3-2005  | 15-2-2006  | 1-6-2006  | albanès, bosnià, búlgar, hongarès, romaní, romanès, rutè, eslovac, ucraïnès i croat. | macedoni |
| Suècia               | 9-2-2000   | 9-2-2000   | 1-6-2000  | Sami, finès, meänkieli, romaní chib i ídix | |
| Suïssa               | 8-10-1993  | 23-17-1997 | 1-4-1998  | Romanx i italià. | Francoprovençal, romaní i ídix. També el francès i alemany a zones on són minoritàries. |
| Turquia              | -          | -          | -         | | Abkhaz, arameu, armeni, àzeri, kabardí, georgià, kazakh, kurd, romaní i tàtar |
| Ucraïna              | 2-5-1996   | 19-9-2005  | 1-1-2006  | belarús, búlgar, gagaús, grec, ídix, tàtar (Crimea), moldau, alemany, polonès, rus, romanès, eslovac i hongarès. | Romaní |

## La Carta als Països Catalans
Als Països Catalans la Carta protegeix sota la Part III les llengües que es parlen als territoris sota administració espanyola, tal com s'especifica en l'instrument de ratificació, que corresponen a les llengües que els Estatuts d'Autonomia respectius reconeixen com a oficials, i són la llengua catalana als territoris de les Illes Balears, Catalunya i el País Valencià, i l'occità aranès de la Vall d'Aran a Catalunya. També es protegeix, en aquest cas sota la Part II de la Carta, el català a l'Aragó i el valencià-català a Múrcia, en referència a la llengua que es parla al Carxe. És important destacar que a partir de l'informe del Consell d'Europa presentat l'any 2019 es reconeix que el valencià forma part del sistema lingüístic català i s'hi fa referència amb la doble denominació valencià-català. Malgrat tot el Comitè d'Experts de la Carta Europea de les Llengües Regionals o Minoritàries del Consell d'Europa ha advertit el 2024 de la "deterioració" de la situació de les llengües regionals o minoritàries en el País Valencià i Catalunya, per via de sentències judicials i projectes legislatius, de mesures que "obstaculitzen" la implementació de les obligacions que establix este tractat subscrit per Espanya.
Pel que fa a l'Alguer, sota administració italiana, cal remarcar que l'Estat italià va signar la Carta l'any 2000, però encara no l'ha ratificada, malgrat que l'any 2012 va semblar que tenia la intenció de fer-ho. Ni a Andorra ni a la Catalunya del Nord s'hi aplica la Carta, ja que el Principat d'Andorra no l'ha signada ni l'ha ratificada, i l'Estat francès no l'ha ratificada tot i que la va signar l'any 1999, malgrat els intents fallits de fer-ho, a causa de la interpretació restrictiva d'alguns preceptes constitucionals que n'impedeixen l'aprovació.

## Crítiques a l'aplicació de la Carta
Josep Romeu i Bisbe, en aquell temps gerent del CIEMEN, assenyala que són els Estats els que decideixen com tracten a les llengües regionals o minoritàries, sense considerar els drets dels parlants de les llengües i sense poder coercitiu per al seu compliment:
| « | Aquesta carta no es contempla des de la perspectiva política, ni dels drets de les minories, sinó des d'una perspectiva de patrimoni cultural. | » |
| — | |   |

| « | Una Carta sobre les Llengües Regionals o Minoritàries no significa una carta sobre com han de ser considerades i tractades les llengües, sinó com poden tractar-les els estats. El compromís dels estats no és donar compliment a la Carta sinó aplicar, ells, amb criteris estrictament polítics, els articles que considerin oportuns i sobre aquelles llengües que decideixin, prescindint de la voluntat, és a dir dels drets de la comunitat lingüística afectada. | » |
| — | |   |

| « | És un text de lliure adhesió i amb escassa força jurídica: el seu incompliment no pot ser denunciat per la via judicial, per la qual cosa no podrà haver-hi, si escau, mesures reparadores ni sancionadores. | » |
| — | |   |

Eduardo J. Ruíz Vieytez doctor de Drets Humans en la Universitat de Deusto en el seu treball Lenguas oficiales y lenguas minoritarias: cuestiones sobre su estatuto jurídico a través del derecho comparado fa dues crítiques respecte a la Carta i la situació jurídica de les llengües europees. Una fa referència a l'exclusió en aquesta Carta de les llengües dels immigrants, situació que cal considerar com a dinàmica i protegir igualment aquestes llengües conforme es produeixi el seu assentament:
| « | Encara considerant que les llengües minoritàries han de ser aquelles que corresponen al patrimoni lingüístic tradicional europeu, deu aquí considerar-se que aquest és un concepte dinàmic i que no hi ha raó de fons per excloure a futur a les comunitats lingüístiques que es vagin assentant en el continent amb el pas del temps. | » |
| — | |   |

En segon lloc considera que aquestes llengües, com tot el suport cultural i identitari d'aquestes minories, en els sistemes democràtics queda a costa de les majories existents en aquest Estat, la qual cosa pot portar a una falta de reconeixement i una debilitat política que pot arribar a la marginació:
| « | la inclusió de més cultures o llengües entre els elements identitaris de l'Estat, que en el nostre cas es traduiria en més llengües oficials, queda en els sistemes democràtics a costa de les decisions de la majoria, de manera que els grups minoritaris es troben per definició en una situació de major o menor debilitat política, quan no de marginació de fet. | » |
| — | |   |

Guillem Calaforra de la Universitat Jagellònica de Cracòvia considera també la falta de compromís autèntic d'aquesta Carta que es va realitzar des de dalt i sense donar un poder real a les comunitats on estan aquestes llengües minoritzades, que ho han estat per accions actives dels estats nació dominants. Per tant, queda com una bona voluntat del que ostenta el poder:
| « | En referència a la Carta Europea de Llengües Minoritàries, les resolucions del Consell de la Unió Europea i altres textos d'aquest gènere. Cal no oblidar que molt sovint es tracta de documents i disposicions redactades «des de dalt», i no precisament pels qui sofreixen la minorització com a problema. Són concessions institucionals que en cap cas preveuen la cessió de poder real a les comunitats afectades. Aquestes lleis i projectes no estableixen obligacions reals, no augmenten la capacitat de legislar, ordenar i sancionar amb relació a l'ús lingüístic. Es mouen entre el món de les bones intencions (amb mala consciència) i el de la retòrica oportunista legitimadora de l'statu quo. Aquest discurs de la bona voluntat neix d'una acceptació de les asimetries i de les relacions de dominació, i no del desig d'impugnar-les i superar-les. | » |
| — | |   |